# Le Premier venu (film)
Pour les articles homonymes, voir Le Premier venu.
Pour plus de détails, voir Fiche technique et Distribution.
Le Premier venu est un film français réalisé par Jacques Doillon, sorti le 2 avril 2008.

## Synopsis
La fille a une vingtaine d'années, elle est issue d'un milieu bourgeois. Elle cherche à donner un peu de lumière et de légèreté à sa vie, qu'elle voit comme très insuffisante et inutile. Sans l'intensité qui lui est nécessaire.
Elle décide de donner son amour. Pas au plus séduisant, ni au plus méritant ou au plus admirable, non, ceux-là n'ont pas besoin d'elle, elle donnera son amour au « premier venu ».

## Fiche technique
- Réalisation, scénario et dialogues : Jacques Doillon
- Production : Patrick Quinet
- Montage : Marie Da Costa
- Directrice de la photographie : Hélène Louvart
- Costumes : Anne Fournier
- Assistants réalisation : Véronique Jadin, Karen Hottois (casting seconds rôles France, second assistant réalisateur, photographe plateau), Antoni Collot
- Son : Paul Heymans, Dominique Hennequin (mixage), Frédéric Fichefet (monteur son), Christian Monheim, Magali Schuermans, Olivier Thys
- Musiques non-originales : Arturo Benedetti Michelangeli, Claude Debussy (La Sérénade interrompue)
- Direction de production : Serge Zeitoun

## Distribution
- Clémentine Beaugrand : Camille
- Gérald Thomassin : Costa
- Guillaume Saurrel : Cyril
- Gwendoline Godquin : Gwendoline
- Jany Garachana : le père
- François Damiens : l'agent immobilier
- Noémie Herbet : Kimberley
- Anne Paulicevich : la serveuse
- Cyril Billard : l'automobiliste
- Karen Hottois : la jeune femme
- Patrick Bissac : le patron de l'hôtel
- Paul Bissac